# SARS

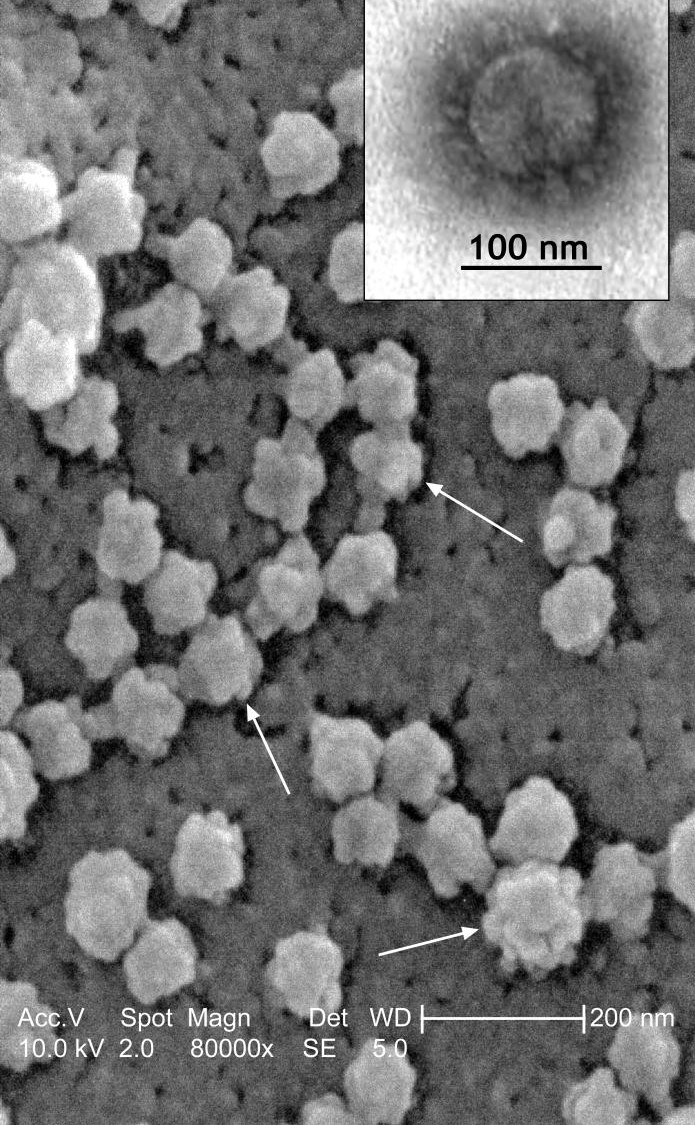
A SARS-vírus pásztázó elektronmikroszkópos képe, amelyen látható a nyilakkal mutatött SARS-CoV koronavírus részecskék „rozettaszerű” megjelenése

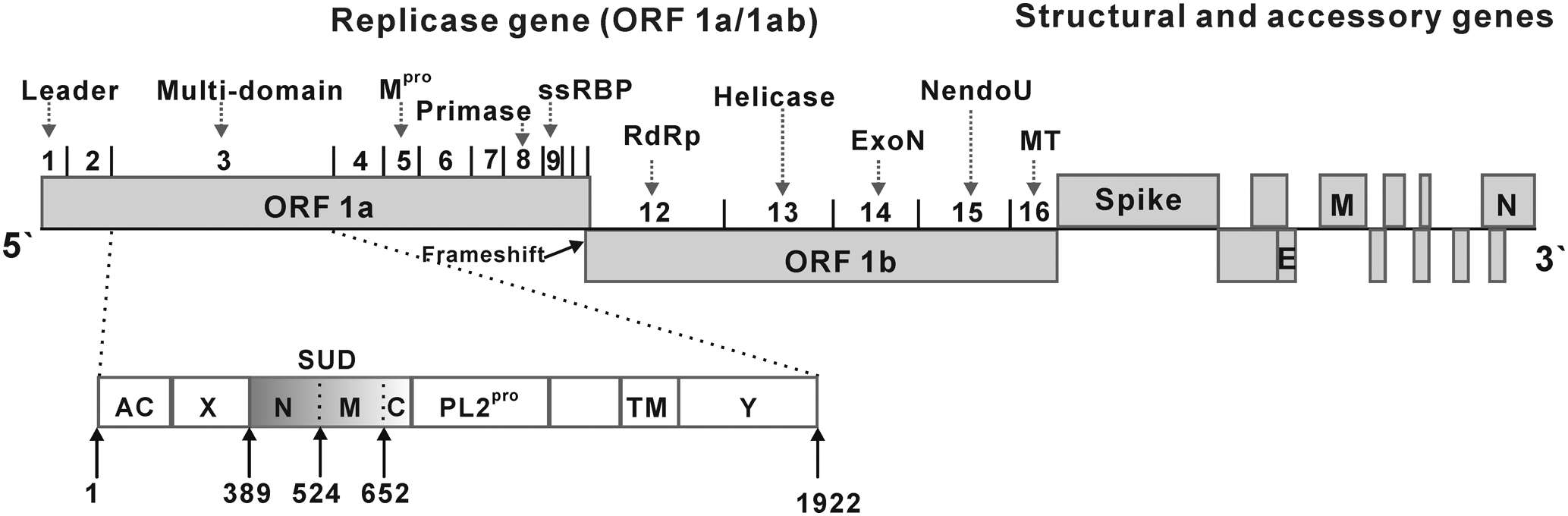
A SARS-CoV koronavírus genomszervezete. Az Nsp3 és a teljes hosszúságú SUD az N, M és C aldomainek kiemelésével. Mpro, fő (vagy 3CL) proteáz; ssRBP, egyszálú RNS-kötő protein; RdRp, RNS-függő RNS-polimeráz; ExoN, exonukleáz; NendoU, uridin-specifikus endoribonukleáz; MT, metil-transzferáz; A tüske fehérjék; E, burokfehérje; M, membrán (mátrix) protein; N, nukleokapszid fehérje; Ac, savas domén; X, X-domén; SUD, SARS-egyedi domain; PL2pro, papainszerű proteáz; TM, transzmembrán régió; Y, Y-domain

Az új, potenciálisan halálos SARS (angolul Severe Acute Respiratory Syndrome, SARS, „Súlyos Akut Légzőszervi Szindróma”) emberi légzőszervi betegség, amelyet egy humán koronavírus okoz, tudományos elnevezése SARS-CoV. Az új, kialakulóban lévő emberi fertőző betegségben súlyos alsó légúti betegség dominál, és etiológiailag kapcsolódik egy új koronavírussal (SARS-CoV). Az atípusos tüdőgyulladást okozó kórokozó csak direkt kontaktussal, cseppfertőzés útján terjed, így az Európában és Amerikában előfordult néhány esetet lokalizálták, és a fertőzés nem terjedt tovább.
2002 novembere és 2003 júliusa közt egy csaknem világméretű SARS-járvány az Egészségügyi Világszervezet (WHO) adatai alapján 8096 ismert megbetegedést okozott. A betegek 9,6 százaléka, 774 ember meghalt. 2003 elején a Kína Kuangtung tartományából indult járvány hetek alatt szétterjedt és a világ 37 országában okozott megbetegedéseket. Három tényező, a kórokozó erőssége, a beteg immunrendszere, a környezeti tényezők és a fertőző koronavírus dózisa határozta meg a halálos esetek bekövetkeztét, ezért egy jó immunrendszerű fiatal beteg is meghalhatott, ha nagy adag vírussal fertőződött. Néhány orvos meg is halt, akik gyanútlanul, védőintézkedések nélkül vizsgálták az első betegeket.
2003. május 8-ai adatok szerint a halálozási arányszám a legfeljebb 24 éves korosztályokban 1 százalék alatt volt, 25 és 44 év között 6 százalék, 45 és 64 között 15 százalék, 65 felett több, mint 50 százalék. Összehasonlításképp, az influenza esetében a halálozási ráta általában 0,7 százalék körül van (elsősorban az időseket sújtva), de az új törzsek okozta súlyos helyi járványok esetében akár 33 százalékra is emelkedhet.
2003-ban a tudományos vizsgálatok felvetették azt a lehetőséget, hogy három ragadozó vagy vegyes táplálkozású állatfaj is lehetett az új vírus kialakulásának kínai forrása. Amennyiben ez a felvetés beigazolódik, akkor számolni kell azzal, hogy a fertőzés újra át fog kerülni az emberre.

## Története
Valószínű SARS-esetek országonként, 2002. november 1. – 2003. július 31.
| | \| Ország vagy régió \| SARS esetek \| Halál SARS miatt \| Halál nem SARS miatt \| Halálozási ráta (%) \| \| ------------------------------------------------------------------------------------------------------------------------------------------------------------------- \| ----------- \| ---------------- \| -------------------- \| ------------------- \| \| Kína* \| 5328 \| 349 \| 19 \| 6,6 \| \| Hongkong* \| 1755 \| 299 \| 5 \| 17 \| \| Kanada \| 251 \| 44 \| 0 \| 17 \| \| Tajvan** \| 346 \| 37 \| 36 \| 11 \| \| Szingapúr \| 238 \| 33 \| 0 \| 14 \| \| Vietnám \| 63 \| 5 \| 0 \| 8 \| \| Amerikai Egyesült Államok \| 27 \| 0 \| 0 \| 0 \| \| Fülöp-szigetek \| 14 \| 2 \| 0 \| 14 \| \| Mongólia \| 9 \| 0 \| 0 \| 0 \| \| Makaó * \| 1 \| 0 \| 0 \| 0 \| \| Kuvait \| 1 \| 0 \| 0 \| 0 \| \| Írország \| 1 \| 0 \| 0 \| 0 \| \| Románia \| 1 \| 0 \| 0 \| 0 \| \| Oroszország \| 1 \| 0 \| 0 \| 0 \| \| Spanyolország \| 1 \| 0 \| 0 \| 0 \| \| Svájc \| 1 \| 0 \| 0 \| 0 \| \| Összesen \| 8273 \| 775 \| 60 \| 9,6 \| \| (*) A Kínai Népköztársaság adataiban nem szerepelnek a különleges közigazgatású régiók (Makaó, Hongkong), amelyeknek adatait a WHO külön kezeli. \| \| \| \| \| \| (**) 2003 július 11. óta 325 tajvani esetet „töröltek”. Ezek közül 135 esetben nem volt elegendő a laboratóriumi információ. A törölt estek közül 101-en meghaltak. \| \| \| \| \| |                  |                      |                     |
| Ország vagy régió | SARS esetek | Halál SARS miatt | Halál nem SARS miatt | Halálozási ráta (%) |
| --- | --- | ---------------- | -------------------- | ------------------- |
| Kína* | 5328 | 349              | 19                   | 6,6                 |
| Hongkong* | 1755 | 299              | 5                    | 17                  |
| Kanada | 251 | 44               | 0                    | 17                  |
| Tajvan** | 346 | 37               | 36                   | 11                  |
| Szingapúr | 238 | 33               | 0                    | 14                  |
| Vietnám | 63 | 5                | 0                    | 8                   |
| Amerikai Egyesült Államok | 27 | 0                | 0                    | 0                   |
| Fülöp-szigetek | 14 | 2                | 0                    | 14                  |
| Mongólia | 9 | 0                | 0                    | 0                   |
| Makaó * | 1 | 0                | 0                    | 0                   |
| Kuvait | 1 | 0                | 0                    | 0                   |
| Írország | 1 | 0                | 0                    | 0                   |
| Románia | 1 | 0                | 0                    | 0                   |
| Oroszország | 1 | 0                | 0                    | 0                   |
| Spanyolország | 1 | 0                | 0                    | 0                   |
| Svájc | 1 | 0                | 0                    | 0                   |
| Összesen | 8273 | 775              | 60                   | 9,6                 |
| (*) A Kínai Népköztársaság adataiban nem szerepelnek a különleges közigazgatású régiók (Makaó, Hongkong), amelyeknek adatait a WHO külön kezeli.                    | |                  |                      |                     |
| (**) 2003 július 11. óta 325 tajvani esetet „töröltek”. Ezek közül 135 esetben nem volt elegendő a laboratóriumi információ. A törölt estek közül 101-en meghaltak. | |                  |                      |                     |

## Fordítás
- Ez a szócikk részben vagy egészben  a   Severe acute respiratory syndrome című angol Wikipédia-szócikk ezen változatának fordításán alapul.  Az eredeti cikk szerkesztőit annak laptörténete sorolja fel. Ez a jelzés csupán a megfogalmazás eredetét és a szerzői jogokat jelzi, nem szolgál a cikkben szereplő információk forrásmegjelöléseként.